# Wildflowers (Judy Collins)
Wildflowers és un àlbum de música de Judy Collins, lliurat en 1967. Va ser el seu àlbum que abastà el llocs més alts en les llistes de vendes, arribant a la posició 5 del rànquing Billboard d'Àlbums de Pop. Incloent la seua versió del "Both Sides Now" de Joni Mitchell.

## Llista de pistes

### Cara u
1. "Michael from Mountains" (Joni Mitchell) – 3:10
2. "Since You Asked" (Judy Collins) – 2:34
3. "Sisters of Mercy" (Leonard Cohen) – 2:31
4. "Priests" (Leonard Cohen) – 4:55
5. "A Ballata of Francesco Landini" (ca. 1335 - 1397) Lasso! di Donna – 4:34

### Cara dos
1. "Both Sides Now" (Joni Mitchell) – 3:14
2. "La chanson des vieux amants (The Song of Old Lovers)" (Jacques Brel) – 4:40
3. "Sky Fell" (Judy Collins) – 1:47
4. "Albatross" (Judy Collins) – 4:51
5. "Hey, That's No Way To Say Goodbye" (Leonard Cohen) – 3:28